# Hypocyclops montenegrinus
Hypocyclops montenegrinus – gatunek widłonoga z rodziny Cyclopidae. Opisał go w 2001 roku biolog Tomislav Karanovic, nadając mu nazwę Allocyclops montenegrinus. Miejsce typowe to strumień w pobliżu wsi Vrela koło Cetyni w Czarnogórze.